# Rosa Mota
Rosa Mota (n. 29 iunie 1958, Porto, Portugalia) este o maratonistă portugheză, medaliată olimpică. A participat la 2 ediții ale Jocurilor Olimpice (1984, 1988) în care a câștigat o medalie de aur și o medalie de bronz. De asemenea, a fost campioană mondială și de trei ori campioană europeană.

## Palmares
| An   | Competiție                               | Locație                        | Loc | Eveniment   | Note    |
| ---- | ---------------------------------------- | ------------------------------ | --- | ----------- | ------- |
| 1981 | Campionatul Mondial de Cros              | Madrid, Spania                 | 18  | 4,41 km     | 14:51   |
| 1981 | Campionatul Mondial de Cros              | Madrid, Spania                 | 3   | echipe      | 14:51   |
| 1982 | Campionatul Mondial de Cros              | Roma, Italia                   | 21  | 4,663 km    | 15:10,7 |
| 1982 | Campionatul Mondial de Cros              | Roma, Italia                   | 9   | echipe      | 15:10,7 |
| 1982 | Campionatul European                     | Atena, Grecia                  | 13  | 3000 m      | 9:04,82 |
| 1982 | Campionatul European                     | Atena, Grecia                  | 1   | maraton     | 2:36:04 |
| 1983 | Campionatul Mondial de Cros              | Gateshead, Marea Britanie      | 24  | 4,072 km    | 14:24   |
| 1983 | Campionatul Mondial de Cros              | Gateshead, Marea Britanie      | 7   | echipe      | 14:24   |
| 1983 | Rotterdam Marathon                       | Rotterdam, Țările de Jos       | 1   | maraton     | 2:32:27 |
| 1983 | Campionatul Mondial                      | Helsinki, Finlanda             | 4   | maraton     | 2:31:50 |
| 1983 | Chicago Marathon                         | Chicago, Statele Unite         | 1   | maraton     | 2:31:12 |
| 1984 | Campionatul Mondial de Cros              | East Rutherford, Statele Unite | 24  | 5 km        | 16:38   |
| 1984 | Campionatul Mondial de Cros              | East Rutherford, Statele Unite | 9   | echipe      | 16:38   |
| 1984 | Jocurile Olimpice                        | Los Angeles, Statele Unite     | –   | 3000 m      | NT      |
| 1984 | Jocurile Olimpice                        | Los Angeles, Statele Unite     | 3   | maraton     | 2:26:57 |
| 1984 | Chicago Marathon                         | Chicago, Statele Unite         | 1   | maraton     | 2:26:01 |
| 1984 | Campionatul Mondial de Alergare pe Șosea | Madrid, Spania                 | 2   | 10 km       | 33:18   |
| 1985 | Campionatul Mondial de Cros              | Lisabona, Portugalia           | 13  | 4,99 km     | 15:50   |
| 1985 | Campionatul Mondial de Cros              | Lisabona, Portugalia           | 6   | echipe      | 15:50   |
| 1985 | Chicago Marathon                         | Chicago, Statele Unite         | 3   | maraton     | 2:23:29 |
| 1986 | Campionatul Mondial de Cros              | Colombier, Elveția             | 5   | 4,65 km     | 15:18,5 |
| 1986 | Campionatul Mondial de Cros              | Colombier, Elveția             | 5   | echipe      | 15:18,5 |
| 1986 | Campionatul European                     | Stuttgart, Germania de Vest    | 1   | maraton     | 2:28:38 |
| 1986 | Campionatul Mondial de Alergare pe Șosea | Lisabona, Portugalia           | 2   | 15 km       | 48:35   |
| 1986 | Tokyo International Women's Marathon     | Tokio, Japonia                 | 1   | maraton     | 2:27:15 |
| 1987 | Campionatul Mondial de Cros              | Varșovia, Polonia              | 24  | 5,05 km     | 17:32   |
| 1987 | Campionatul Mondial de Cros              | Varșovia, Polonia              | 8   | echipe      | 17:32   |
| 1987 | Boston Marathon                          | Boston, Statele Unite          | 1   | maraton     | 2:25:21 |
| 1987 | Campionatul Mondial                      | Roma, Italia                   | 1   | maraton     | 2:25:17 |
| 1988 | Boston Marathon                          | Boston, Statele Unite          | 1   | maraton     | 2:24:30 |
| 1988 | Jocurile Olimpice                        | Seul, Coreea de Sud            | 1   | maraton     | 2:25:40 |
| 1989 | Osaka Marathon                           | Osaka, Japonia                 | –   | maraton     | NT      |
| 1989 | Los Angeles Marathon                     | Los Angeles, Statele Unite     | 2   | maraton     | 2:35:27 |
| 1990 | Osaka Marathon                           | Osaka, Japonia                 | 1   | maraton     | 2:27:47 |
| 1990 | Boston Marathon                          | Boston, Statele Unite          | 1   | maraton     | 2:25:24 |
| 1990 | Campionatul European                     | Split, Iugoslavia              | 1   | maraton     | 2:31:27 |
| 1991 | Lisbon Half Marathon                     | Lisabona, Portugalia           | 1   | semimaraton | 1:09:52 |
| 1991 | London Marathon                          | Londra, Marea Britanie         | 1   | maraton     | 2:26:14 |
| 1991 | Campionatul Mondial                      | Tokio, Japonia                 | –   | maraton     | NT      |
| 1992 | London Marathon                          | Londra, Marea Britanie         | –   | maraton     | NT      |